# Ромски алфабет
Ромски језик је током већег дела своје историје био потпуно усмени језик, без писане форме у уобичајеној употреби. Иако први пример писаних ромских језика датира из 1542. године , тек у двадесетом веку настаје народно писање.
Штампане антологије ромских бајки и песама почеле су у 20. веку у источној Европи, користећи одговарајућа националне писма (латиница или ћирилица). 
Писмени Роми у 20. веку користили су системе писања у својим друштвима домаћинима, углавном латинична писма (румунски, чешки, хрватски итд.).

## Стандардизација
Тренутно не постоји ниједан стандардни правопис који користе и научници и изворни говорници. Напоре језичких планера омеле су значајне дијалекатске поделе на ромском: одсуство стандардне фонологије заузврат чини проблем одабиром једног писаног облика.
У настојању да ово превазиђе, током 1980-их и 1990-их Marcel Courthiade је предложио модел за правописно обједињавање заснован на усвајању метафонолошке ортографије, која би „омогућила прилагођавање дијалекатских варијација на фонолошком и морфофонолошком нивоу“. Овај систем је представљен Међународној ромској унији 1990. године, која га је усвојила као „службену абецеду“ те организације. Ово признање Међународне ромске уније омогућило је систему Courthiade да се квалификује за финансирање од Европске комисије.
Упркос томе што се користи у неколико публикација, попут граматике ромског језика коју су саставили Gheorghe Sarău  and the Polish publication Informaciaqo lil, и пољске публикације Informaciaqo lil, стандард ИРУ тек треба да нађе широку базу подршке ромских писаца. Према Канађанину Рому Роналду Лију, један од разлога за оклевање да се усвоји овај стандард је тај што предложени правопис садржи низ специјализованих знакова који се редовно не могу наћи на европским тастатурама, попут θ and ʒ.
Уместо тога, најчешћи образац међу изворним говорницима је да поједини аутори користе правопис заснован на систему писања доминантног контактног језика: дакле румунски у Румунији, мађарски у Мађарској и тако даље. Чини се да је тренутно уочљив тренд усвајање лабаво ортографије усмерене на енглески језик, коју су изворни говорници спонтано развили за употребу на мрежи и путем е-поште.
Дескриптивна лингвистика има, међутим, дугу и устаљену традицију транскрипције. Упркос малим разликама између појединих лингвиста у представљању одређених фонема, већина се придржава система који Ханкок назива Pan-Vlax.

## Латинично писмо
Претежно већина академске и неакадемске литературе која је тренутно произведена на ромском језику написана је коришћењем латинографског правописа. <Реф наме = "мат2002" /> Постоје три главна система која ће вероватно наићи: Pan-Vlax систем, Међународни стандард и разни англицизирани системи.

### Pan-Vlax
У најновијој описној литератури вероватно ће бити коришћена разноврсна ортографија коју Јан Ханкок назива Pan-Vlax. Овај правопис није јединствени стандардизовани облик, већ скуп ортографских пракси који показују основно „језгро“ заједничких графема и малу количину разилажења у неколико области. Pan-Vlax писмо засновано је на латиничном писму, увећано додавањем неколико дијакритика заједничких за језике источне Европе, попут квачица.
У следећој табели приказане су најчешће варијанте графема. Фонеме коришћене у табели донекле су произвољне и нису посебно засноване на било ком тренутном дијалекту (на пример, фонема означена /dʒ/ у табели се може реализовати као  /ʒ/, /ʐ/ или /ɟ/, у зависности од дијалекта):
| Графема | Фонема | Пример                  |
| ------- | ------ | ----------------------- |
| A a     |        | akana сада              |
| B b     |        | barvalo богат           |
| C c     |        | cìrdel он вуче          |
| Č č     |        | čačo тачно              |
| Čh čh   |        | čhavo дечак             |
| D d     |        | dorjav река             |
| Dž dž   |        | džukel пас              |
| E e     |        | ertimos опроштај        |
| F f     |        | foros град              |
| G g     |        | gadže неромски          |
| H h     |        | harmasari пастув        |
| I i     |        | ičarel он дроби         |
| J j     |        | jag ватра               |
| K k     |        | kaj где                 |
| Kh kh   |        | khamesko сунчан         |
| L l     |        | lašo добро              |
| M m     |        | manuš мушкарац          |
| N n     |        | nav име                 |
| O o     |        | oxto осам               |
| P p     |        | pekel он пече           |
| Ph ph   |        | phabaj јабука           |
| R r     |        | rakli девојка           |
| S s     |        | sunakaj златно          |
| Š š     |        | šukar слатко/добро/лепо |
| T t     |        | taxtaj шоља             |
| Th th   |        | them земљиште           |
| U u     |        | uš усна                 |
| V v     |        | voro рођак              |
| X x     |        | xarano мудро            |
| Z z     |        | zèleno зелена           |
| Ž ž     |        | žoja четвртак           |

Употреба горњих графема је релативно стабилна и универзална, узимајући у обзир дијалектална спајања и тако даље. Међутим, у одређеним областима постоји нешто више варијација. Типично разнолико подручје је у заступљености звукова који нису присутни у већини врста ромског језика. На пример, централизовани самогласници неколико врста Vlax и Xaladitka, када су назначени одвојено од нецентрализованих самогласника, могу се представити помоћу ə, ъ или ă. Још једно посебно варијантно подручје је представљање палатализованих сугласника, којих нема у бројним дијалектима. Неке варијантне графеме за /tʲ/  укључују тј, tj, ty, ć, čj и t᾿. Коначно, приказ фонеме /ɻ/, који је у неколико дијалеката спојен са /р/, има тенденцију да варира између rr, ř и rh, а понекад чак и gh, при чему су прве две најчешће пронађене варијанте.

### Међународни стандард
Међународни стандардни правопис, који је осмислио Marcel Courthiade и усвојила Међународна ромска унија, користи сличне конвенције као и горе наведени систем "Pan-Vlax". Неколико разлика је једноставно графички, као што је замена и претварање č š ž у ć ś ź.. Међутим, његова најизразитија карактеристика је употреба „метанотација“, којима је намењено покривање унакрсних дијалекатских фонолошких варијација, посебно у степену палатализације; и „морфо-графови“, који се користе за представљање морфофонолошке измене суфикса падежа у различитим фонолошким окружењима.
Три „морфо-графа“ су  ç, q и θ, који се користе за представљање почетних фонема одређеног броја суфикса падежа, који се остварују /s/, /k/ и/t/ након самогласника и /ts/, /ɡ/ и /d/ после назалног сугласника. Три „мета-нотације“ су ʒ, ŏ и ă, чија се реализација разликује у зависности од дијалекта. Последње две, на пример, изговарају се /o/ и /a/ у Ловарићку, али /jo/ и /ja/ у Калдерашију.

### Англицизирани системи
Ортографија заснована на енглеском језику, која се обично користи у Северној Америци, у одређеној је мери прилагођавање правописа Pan-Vlax тастатурама на енглеском језику, замењујући те графеме дијакритичким знацима диграфима, као што је замена ts ch sh zh за c č š ž. Чини се да је ова конкретна ортографија настала спонтано док су говорници ромског језика комуницирали користећи е-пошту, медиј у којем је донедавно било тешко куцати графеме осим знака Латин-1. Поред тога, управо овај правопис препоручује ромски учењак и активиста Роналд Ли.

### Роми у Македонији
Роми у Македонији пишу алфабетом приказаним у табели:
Ова абецеда се користи у образовном систему у Македонији за ученике који говоре ромски језик.
| A a | B b   | C c   | Ć ć | Č č   | D d | DŽ dž | E e   |
| F f | G g   | GJ gj | H h | I i   | J j | K k   | KH kh |
| L l | LJ lj | M m   | N n | NJ nj | O o | P p   | PH ph |
| R r | S s   | Š š   | T t | TH th | U u | V v   | Y y   |
| X x | Z z   |       |     |       |     |       |       |

Кепески и Јусуф (1980) приметили су да Роми у Македонији и Србији (и у Косову) користе следећу абецеду:
| A a   | Ä ä | B b   | C c | Č č | KJ kj (Ćć) | D d | GJ gj (Ǵǵ) |
| DŽ dž | E e | F f   | G g | H h | X x        | I i | J j        |
| K k   | L l | LJ lj | M m | N n | NJ nj      | O o | P p        |
| Q q   | R r | S s   | Š š | T t | U u        | V v | Z z        |
| Ž ž   |     |       |     |     |            |     |            |

## Ћирилица
| Велика слова | А | Б | В | Г | Ғ | Д | Е | Ё | Ж | З | И | Й | К | Кх | Л | М | Н | О | П | Пх | Р | Рр | С | Т | Тх | У | Ф | Х | Ц | Ч | Ш | Ы | Ь | Э | Ю | Я |
| Мала слова   | а | б | в | г | ғ | д | е | ё | ж | з | и | й | к | кх | л | м | н | о | п | пх | р | рр | с | т | тх | у | ф | х | ц | ч | ш | ы | ь | э | ю | я |

| Велика слова | А | Б | В | Г | Ґ | Д | Е | Ё | Ж | З | И | Й | К | Л | М | Н | О | П | Р | С | Т | У | Ф | Х | Ц | Ч | Ш | Ы | Ь | Э | Ю | Я |
| Мала слова   | а | б | в | г | ґ | д | е | ё | ж | з | и | й | к | л | м | н | о | п | р | с | т | у | ф | х | ц | ч | ш | ы | ь | э | ю | я |

## Грчко писмо
На пример, у Грчкој се ромски језик углавном пише грчком абецедом (мада се чини да се врло мало пише ромским језиком у Грчкој).

## Арапско писмо
Арапско писмо се користило, на пример, у Ирану. Још важније, прво периодично издање које су Роми издали за Роме штампан је на арапском писму двадесетих година прошлог века у Едирну у Турској. Звао се „Лаћо“ што значи „добар“.

## Поређење абецеда
| ИПА | Абецеда светског конгреса Рома 1971 | Мађарска абецеда Ловари | Мађарска карпатска ромска абецеда | Пан-Влак            | Стандардна абецеда Међународне уније Рома | Америчка ромска абецеда | Македонска службена абецеда | 'Македонска народна абецеда (Кепески и Јусуф 1980)' | Ћирилица | Ћирилица дијалекта Калдераш | Ћирилица руског дијалекта Рома |  |
|     | A                                   | A                       | A                                 | A                   | A                                         | A                       | A                           | A a                                                 | А, Я     | А, Я                        | А, Я                           |  |
|     | B                                   | B                       | B                                 | B                   | B                                         | B                       | B                           | B b                                                 | Б        | Б                           | Б                              |  |
|     | C                                   | C                       | C                                 | C                   | C, Ç                                      | Ts                      | C                           | C c                                                 | Ц        | Ц                           | Ц                              |  |
|     | Ch                                  | Ch                      | Ch                                | Č                   | Ć                                         | Ch                      | Č                           | Č č                                                 | Ч        | Ч                           | Ч                              |  |
|     |                                     |                         | Chh                               | Čh                  | Ćh                                        |                         |                             |                                                     | Чх       |                             |                                |  |
|     |                                     | Dz                      | Dz                                |                     | Ʒ                                         |                         |                             |                                                     |          |                             |                                |  |
|     | J                                   | Dzh                     | Dzh                               | Dž                  | Dź                                        | J                       | Dž                          | DŽ dž                                               | Дж       | Дж                          |                                |  |
|     | D                                   | D                       | D                                 | D                   | D, Θ                                      | D                       | D                           | D d                                                 | Д        | Д                           | Д                              |  |
|     | Dy                                  | Dy                      | Dy                                |                     |                                           |                         | Gj                          | GJ gj (Ǵǵ)                                          |          |                             |                                |  |
|     | E                                   | E                       | E                                 | E                   | E                                         | E                       | E                           | E e                                                 | Э, Е     | Э, Е                        | Э, Е                           |  |
|     |                                     |                         |                                   | Ə, Ǎ                | Ë                                         |                         |                             | Ä ä                                                 |          | Ъ                           |                                |  |
|     | F                                   | F                       | F                                 | F                   | F                                         | F                       | F                           | F f                                                 | Ф        | Ф                           | Ф                              |  |
|     | G                                   | G                       | G                                 | G                   | G, Q                                      | G                       | G                           | G g, Q q                                            | Г        | Ғ                           | Ґ                              |  |
|     | H                                   | H                       | H                                 | H                   | H                                         | H                       | H                           | H h                                                 | Г        | Г                           | Г                              |  |
|     | I                                   | I                       | I                                 | I                   | I                                         | I                       | I                           | I i                                                 | Ы, И     | Ы, И                        | Ы, И                           |  |
|     | Y                                   | J                       | J                                 | J                   | J                                         | Y                       |                             | J j                                                 | Й        | Й                           | Й                              |  |
|     | K                                   | K                       | K                                 | K                   | K, Q                                      | K                       | K                           | K k, Q q                                            | К        | К                           | К                              |  |
|     | Kh                                  | Kh                      | Kh                                | Kh                  | Kh                                        | Kh                      | Kh                          |                                                     | Кх       | Кх                          |                                |  |
|     | L                                   | L                       | L                                 | L                   | L                                         | L                       | L                           | L l                                                 | Л        | Л                           | Л                              |  |
|     | Ly                                  | Ly                      | Ly                                |                     |                                           |                         | Lj                          | LJ lj                                               |          |                             |                                |  |
|     | M                                   | M                       | M                                 | M                   | M                                         | M                       | M                           | M m                                                 | М        | М                           | М                              |  |
|     | N                                   | N                       | N                                 | N                   | N                                         | N                       | N                           | N n                                                 | Н        | Н                           | Н                              |  |
|     | Ny                                  | Ny                      | Ny                                |                     |                                           |                         | Nj                          | NJ nj                                               |          |                             |                                |  |
|     | O                                   | O                       | O                                 | O                   | O                                         | O                       | O                           | O o                                                 | О, Ё     | О, Ё                        | О, Ё                           |  |
|     | P                                   | P                       | P                                 | P                   | P                                         | P                       | P                           | P p                                                 | П        | П                           | П                              |  |
|     | Ph                                  | Ph                      | Ph                                | Ph                  | Ph                                        | Ph                      | Ph                          |                                                     | Пх       | Пх                          |                                |  |
|     | R                                   | R                       | R                                 | R                   | R                                         | R                       | R                           | R r                                                 | Р        | Р                           | Р                              |  |
|     |                                     |                         |                                   | Rr, Ř, Rh or Gh     | Rr                                        |                         |                             |                                                     |          |                             | Рр                             |  |
|     | S                                   | S                       | S                                 | S                   | S, Ç                                      | S                       | S                           | S s                                                 | С        | С                           | С                              |  |
|     | Sh                                  | Sh                      | Sh                                | Š                   | Ś                                         | Sh                      | Š                           | Š š                                                 | Ш        | Ш                           | Ш                              |  |
|     | T                                   | T                       | T                                 | T                   | T, Θ                                      | T                       | T                           | T t                                                 | Т        | Т                           | Т                              |  |
|     | Th                                  | Th                      | Th                                | Th                  | Th                                        | Th                      | Th                          |                                                     | Тх       | Тх                          |                                |  |
|     | Ty                                  | Ty                      | Ty                                | Tj, Ty, Ć, Čj or T’ |                                           |                         | Ć                           | KJ kj (Ćć)                                          |          |                             |                                |  |
|     | U                                   | U                       | U                                 | U                   | U                                         | U                       | U                           | U u                                                 | У, Ю     | У, Ю                        | У, Ю                           |  |
|     | V                                   | V                       | V                                 | V                   | V                                         | V                       | V                           | V v                                                 | В        | В                           | В                              |  |
|     | X                                   | X                       | X                                 | X                   | X                                         | X                       | X                           | X                                                   | Х        | Х                           | Х                              |  |
|     | Z                                   | Z                       | Z                                 | Z                   | Z                                         | Z                       | Z                           | Z z                                                 | З        | З                           | З                              |  |
|     | Zh                                  | Zh                      | Zh                                | Ž                   | Ź                                         | Zh                      | Ž                           | Ž ž                                                 | Ж        | Ж                           | Ж                              |  |